# Antonio Maria Cadolini
 Antonio Maria Cadolini (né le 10 juillet 1771 à Ancône dans les Marches, et mort le 1er août 1851 dans la même ville) est un cardinal italien du XIXe siècle. Il est membre de l'ordre des Barnabites.

## Biographie
Cadolini est élu évêque de Césène en 1822 et évêque d'Ancône en 1838. Le pape Grégoire XVI le crée cardinal lors du consistoire du 19 juin 1843. Il participe au conclave de 1846, lors duquel Pie IX est élu pape. 

## Source
- Fiche du cardinal sur le site de la FIU